# Половецькі баби

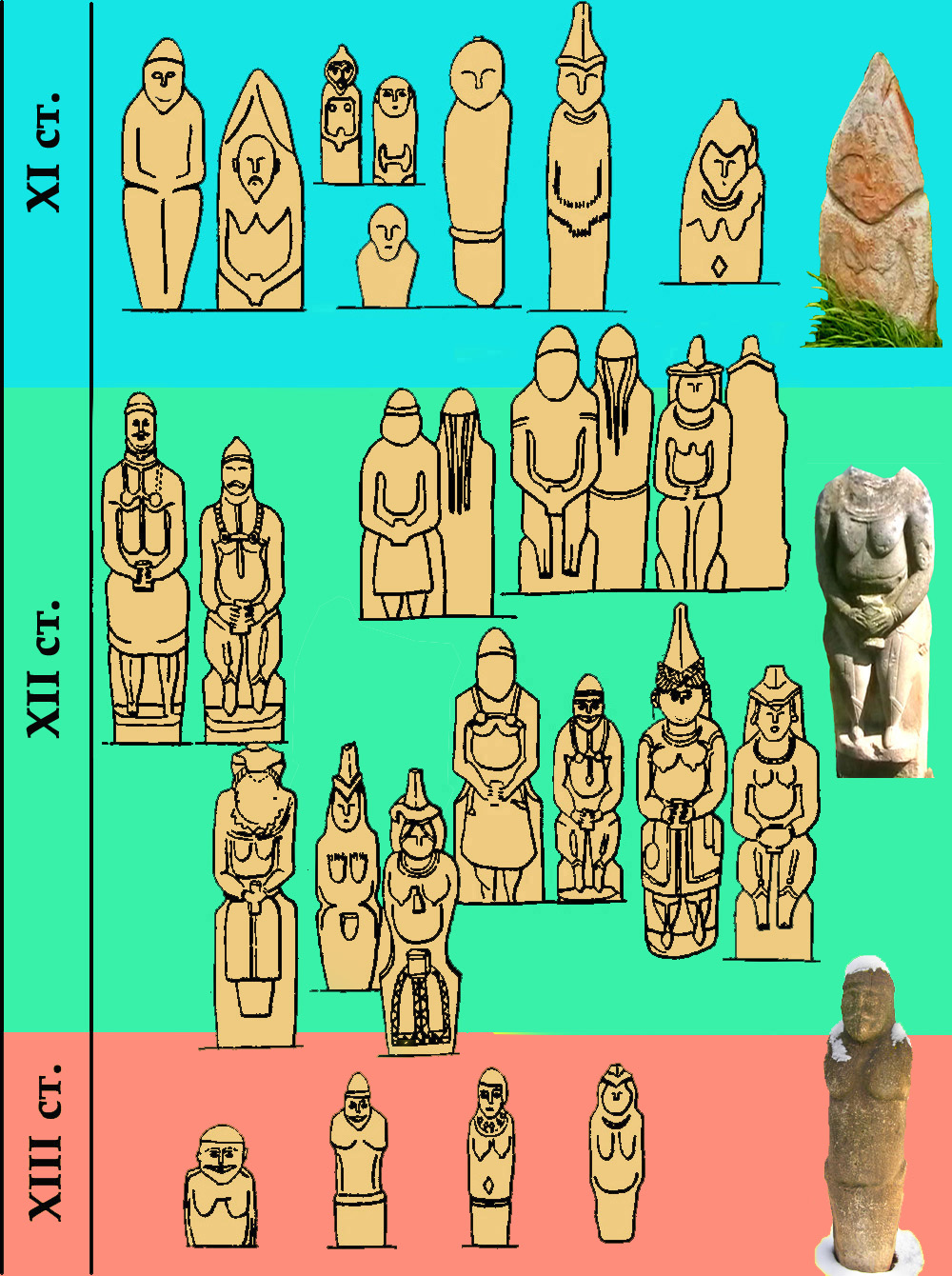
Хронологічна таблиця половецького каменерізного мистецтва XI—XIII ст.

Полове́цькі ба́би — намогильні кам'яні статуї половців (кипчаків, куманів), пам'ятки сакрального мистецтва IX—XIII ст. До наших днів збереглося понад двох тисяч, розміщених переважно на території України та Південної Росії. Символізували предків і ставилися в спеціально споруджених для них святилищах. Їх зводили зазвичай на вершинах високих курганів або пагорбів. Це були звичайні квадратні або прямокутні загородки, споруджені з каменю. Розміри святилищ залежали, мабуть, від кількості шанованих в нім предків. Частіше за інших ставили дві статуї обличчями, оберненими на схід, — чоловіче і жіноче: родоначальників коша. Зрідка попадалися святилища з скупченням статуй — в кожному не менше 12-15. Біля підніжжя статуй знаходили кістки баранів. Також — половецькі боввани, половецькі скульптури , половецькі антропоморфні скульптури, антропоморфні стели тощо.

## Історичні джерела

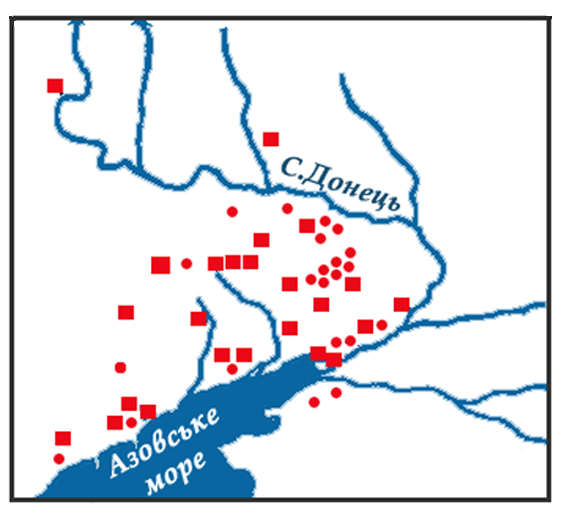
Регіони найбільшого скупчення половецьких скульптур раннього періоду. Кружками позначені боввани без рук; квадратами — фігури з контурами рук і чаш

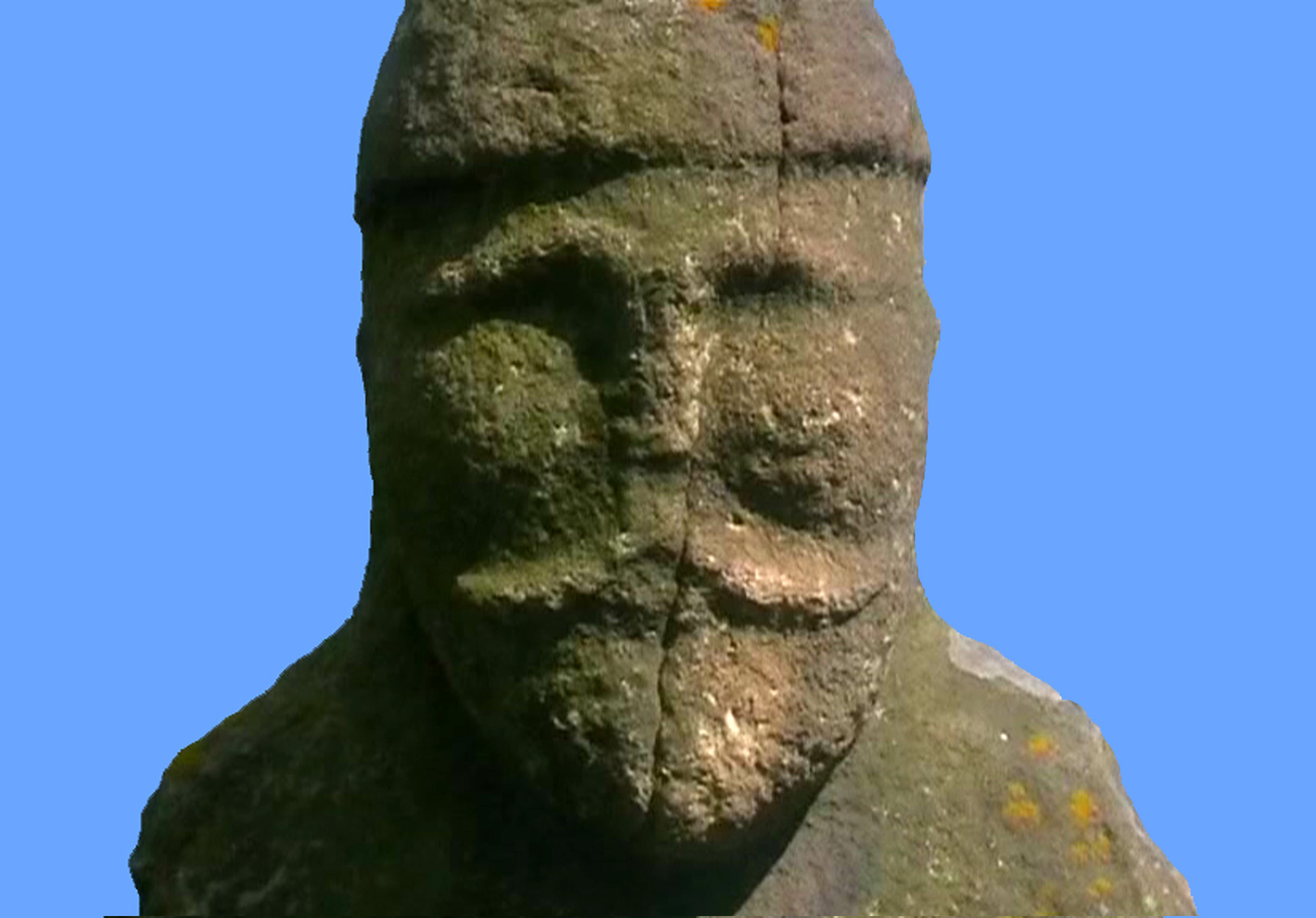
Портрет половця XII ст. (Луганськ)

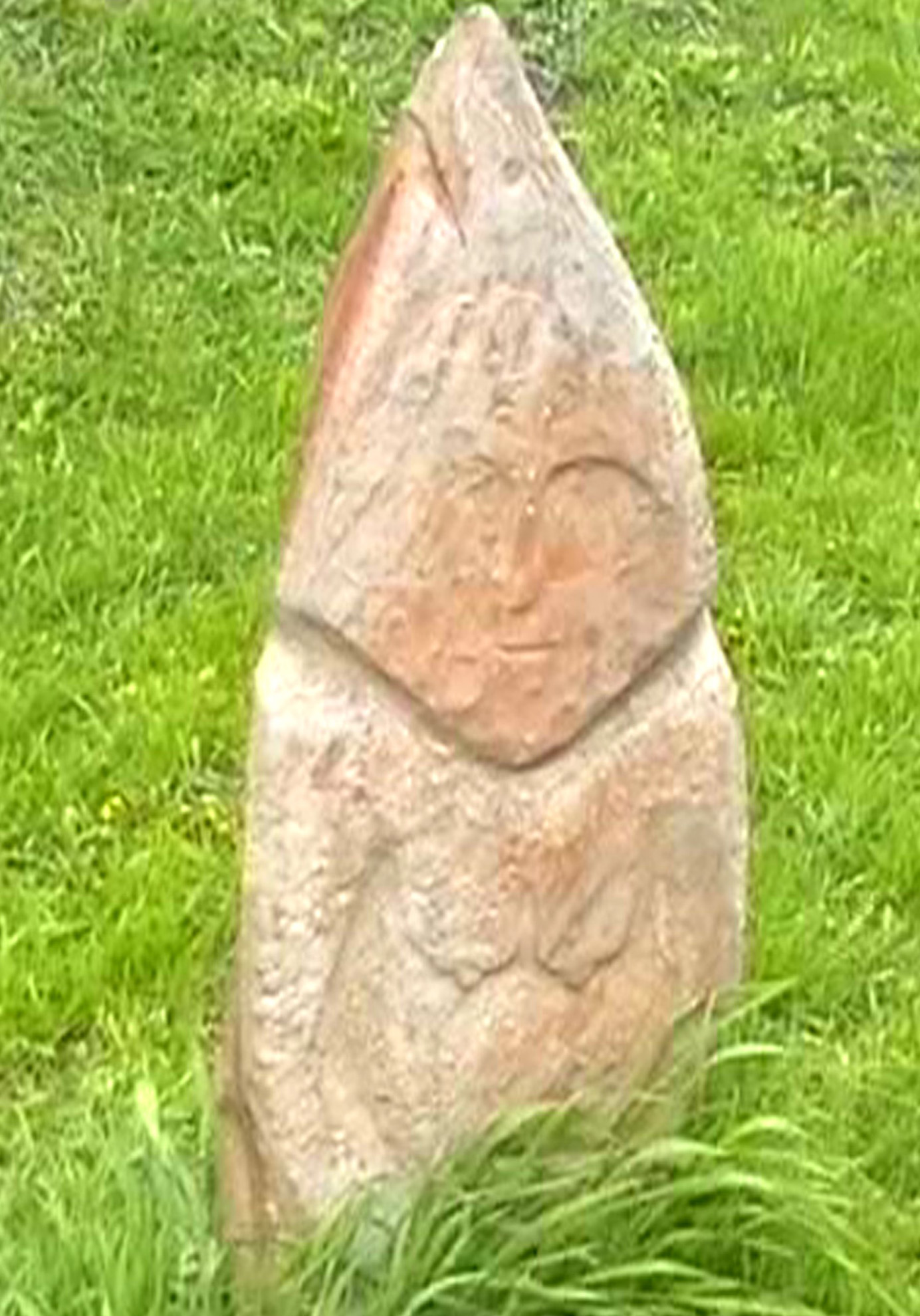
Половецька баба XI ст. (Луганськ)

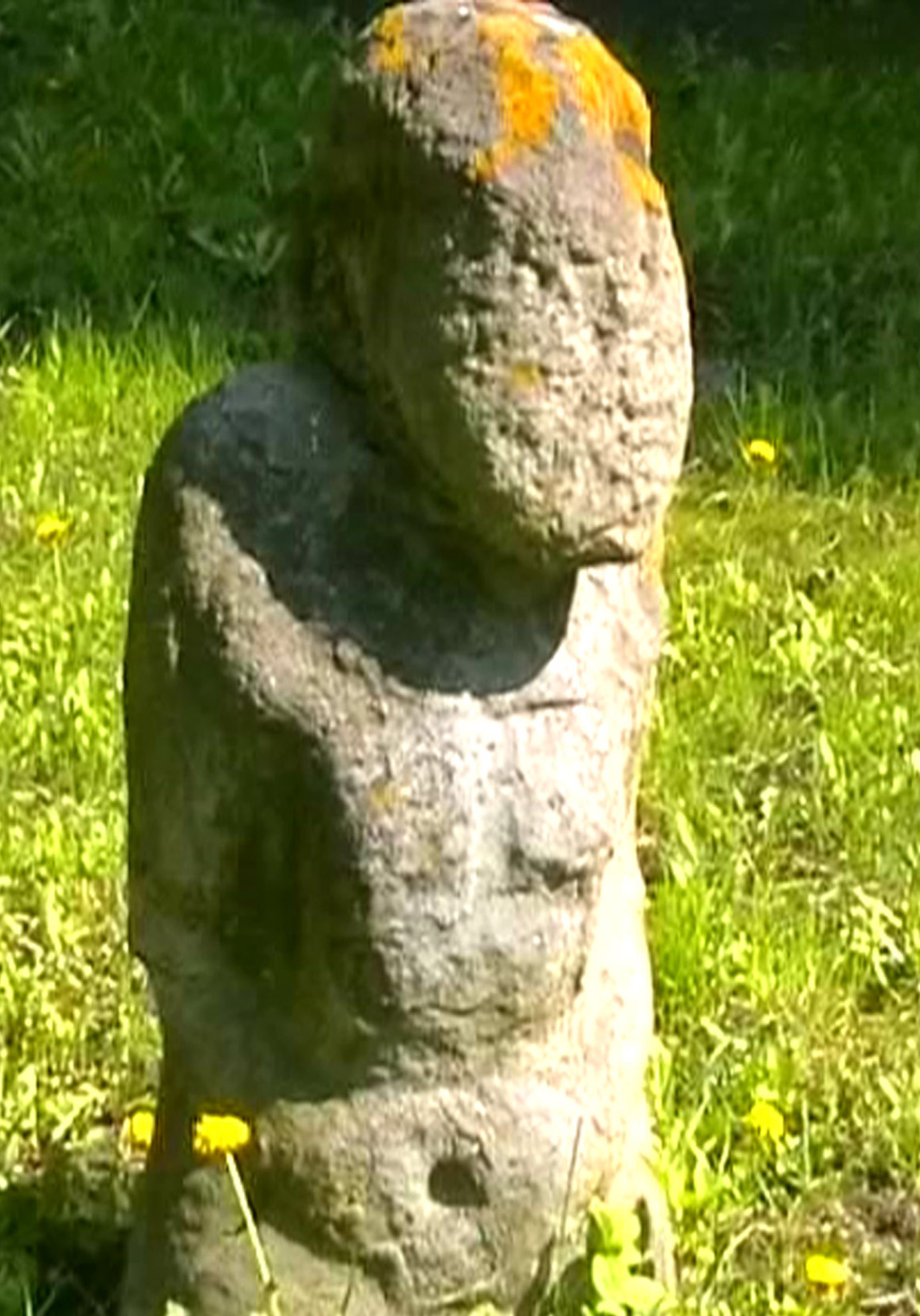
Кипчацький бовван (Луганськ)

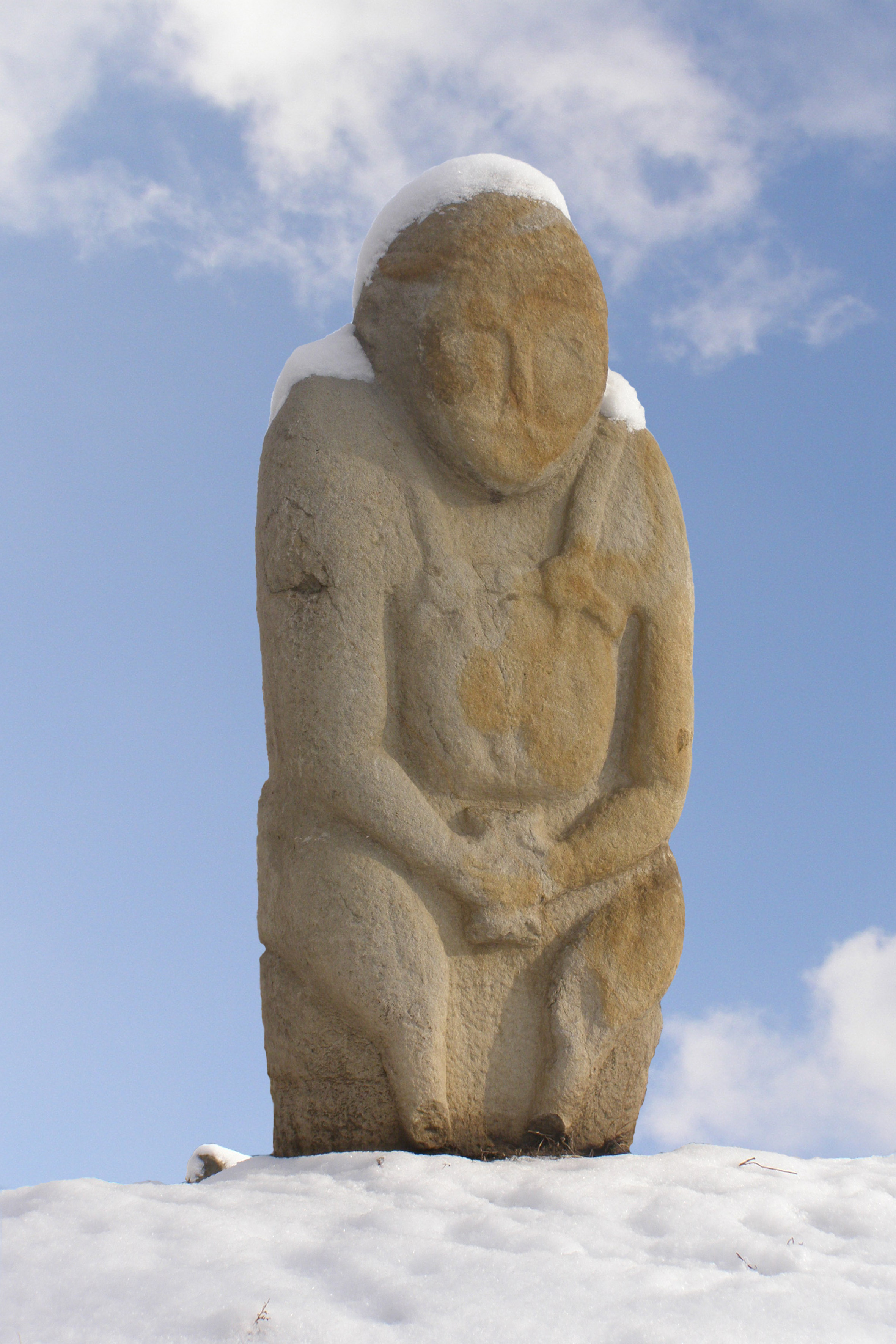
Парк-музей половецьких баб (Луганськ)

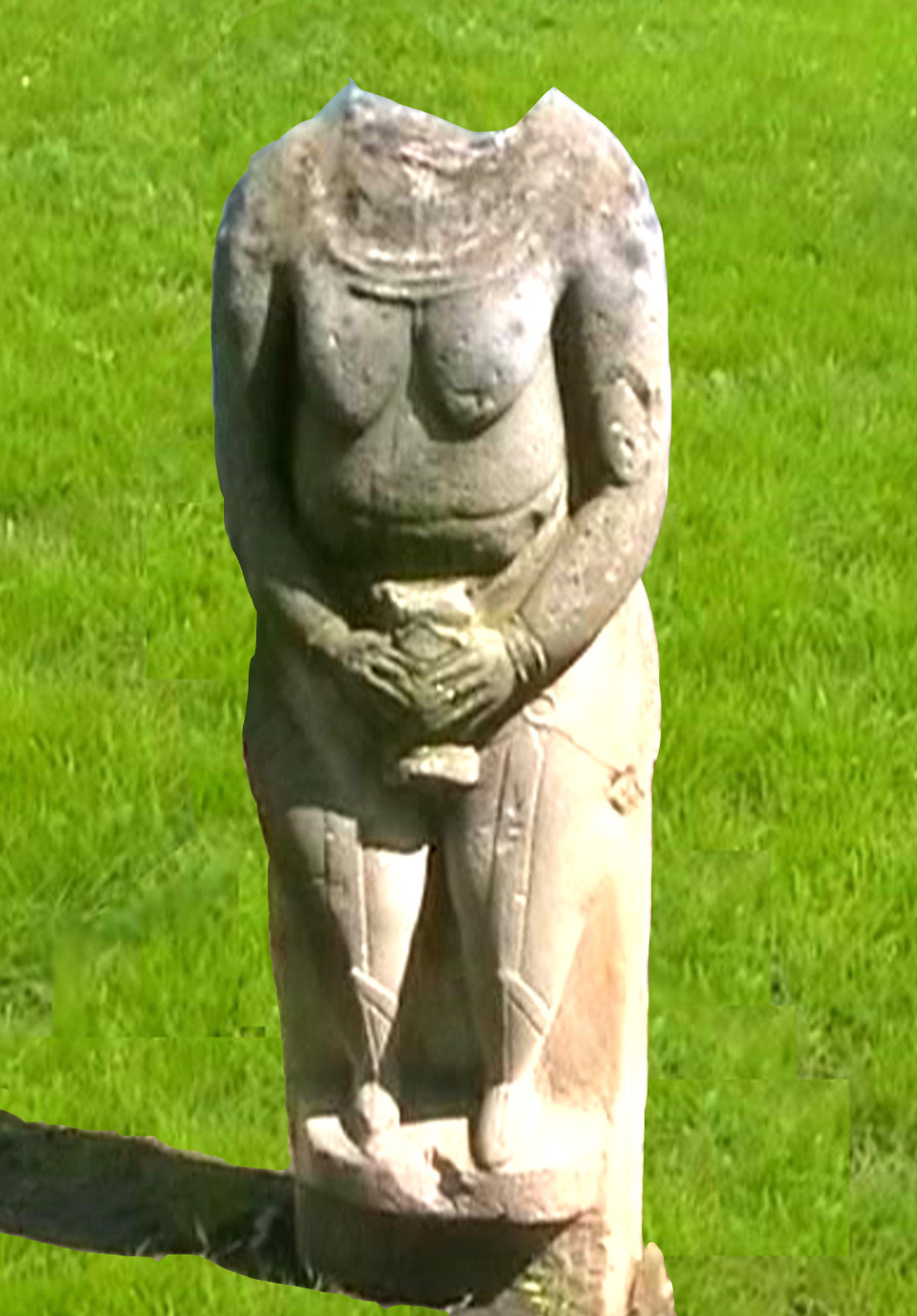
Половецька баба із чашою (Луганськ)

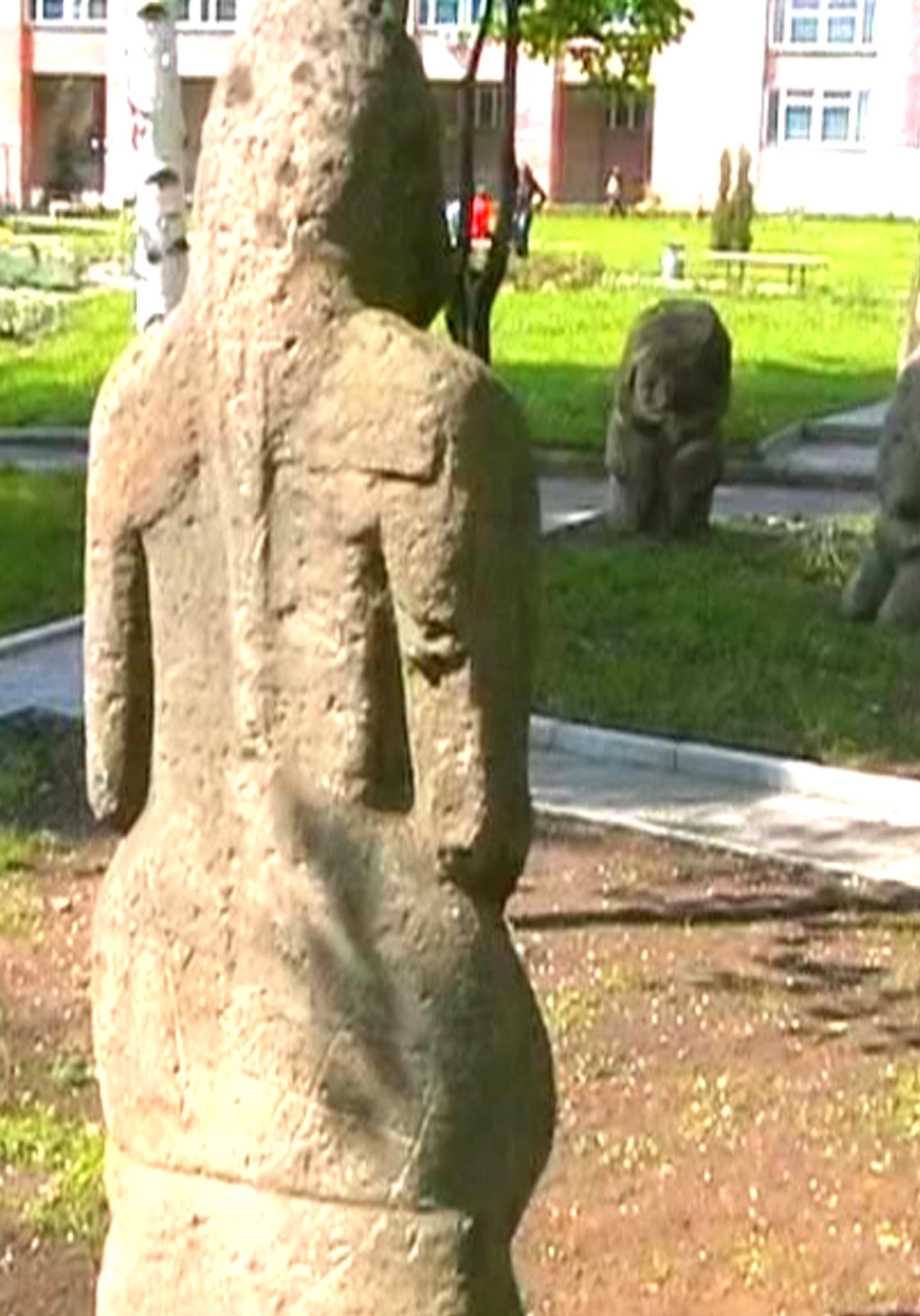
Половець із косою (Луганськ)

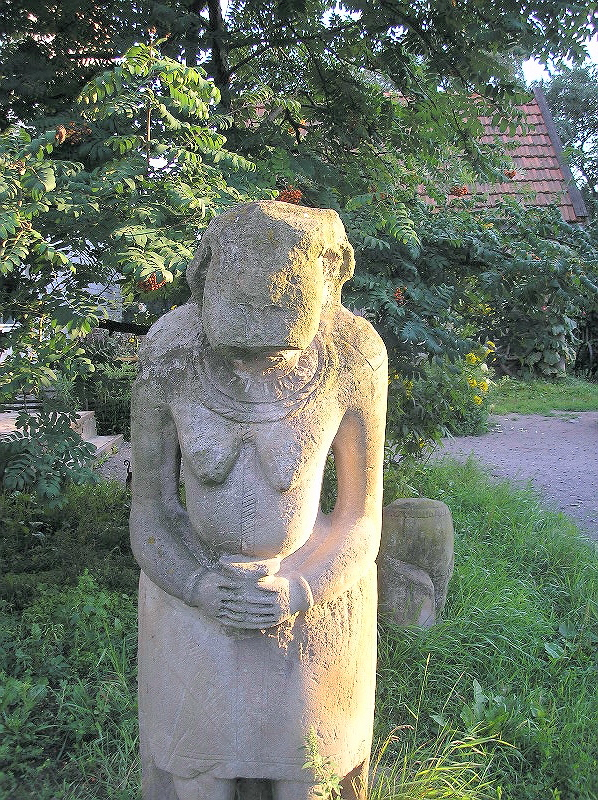
Баба у музеї народної архітектури, побуту та дитячої творчості в с. Прилісне Донецької області

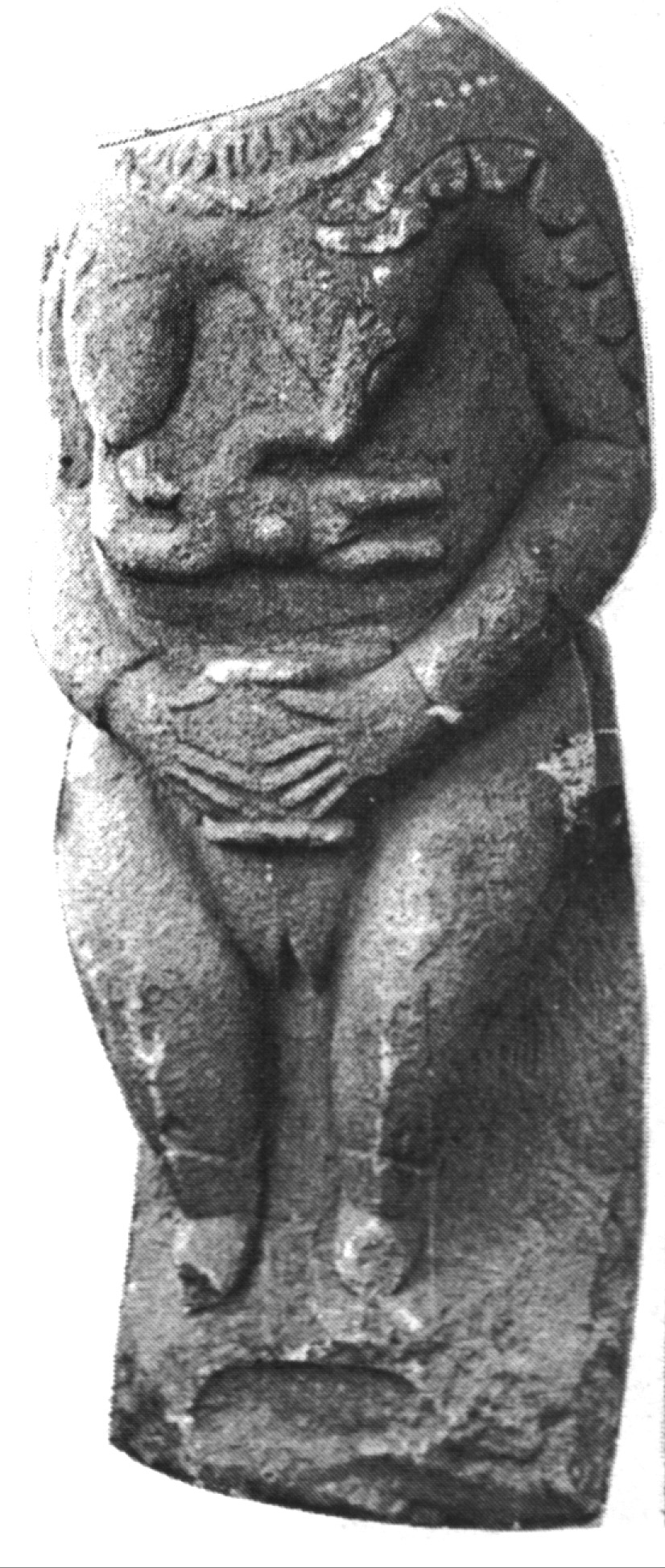
«Чорнухинська мадонна» (Луганськ)

На Русі кам'яні статуї називали бабами або бовванами. У «Слові о полку Ігоревім» згадується «тмутараканський бовван». Стародавні орхонські написи, зроблені древніми тюрками Сибіру, повідомляють про балбали. Це слово означає камінь з написом чи малюнком або воїна-героя.
Згадку про кам'яні баби залишив азербайджанський поет XII ст. Нізамі, який розповідає про пожертвування половців кам'яним ідолам. Посол Папи Римського Вільгельм де Рубрук, який в 1253 р. проїздив половецьким степом, спостерігав, як половці насипали великі пагорби і споруджували на них статуї, які були обернені обличчям на схід і тримали в руці чашу.
1594 р. німецький посол Э. Лассота, що прибув до запорожців, залишив повідомлення про те, що на «татарському березі Дніпра» на курганах або могилах він бачив більше двадцяти кам'яних статуй. У виданій у 1627 р. російській географічній праці «Книга Большому чертежу» згадуються кам'яні фігури «демни», що були встановлені на курганах або просто в степу і виконували роль дороговказів для орієнтирів бродів.
Починаючи з XVIII ст. інтерес до вивчення половецьких баб зріс. Про статуї писали академіки П. Паллас, І. Лепєхін, В. Зуєв і багато інших. У 1851 р. чиновник департаменту Міністерства внутрішніх справ Росії О. І. Пискарєв склав
першу карту місцезнаходження кам'яних статуй.

## Половецькі баби в українських степах
Половецький звичай зводити ідолів зародився у VI—VII ст. у Монголії і на Алтаї і поширився до Дунаю. В українських степах залишилися численні пам'ятки каменерізного мистецтва половців: святилища з кам'яними бовванами. Для них кипчаки вибирали місця на найвищих ділянках степу, вододілах, курганних могильниках давніших часів. У центрі святилища, які іноді обгороджувалися камінням, ставили одну і більше чоловічих або жіночих статуй (балбалів), повернутих обличчям на схід.
Святилища з бовванами були місцем здійснення поминального культу предків, не пов'язаного безпосередньо з похованнями. Власне, саме слово «бовван» походить від тюркського «балбал», що означає «пращур», «дід-батько». З часом цей обряд трансформувався у культ вождів-заступників орди. Жіночі статуї символізували непереможність і безсмертя воїнів. Покровителі в образі жінки давали їм силу, вигодовували й оберігали їх. За це кочовики приносили їм жертву. Проте саме слово «баба» в даному випадку не обов'язково має відношення до жінки, на тюркських мовах «баба» значить батько або дідусь (бюйюк баба, «великий тато»). Багато з половецьких баб зображають саме чоловіків.
У 13 столітті монгольський вихор спустошив половецькі степи. Кипчацький народ утратив свою незалежність і був покорений монголами. Значна частина пам'ятників половецької культури загинула від рук мусульман, які боролися з язичництвом. Багатобожжя у донецьких степах з VIII ст. починає витіснятися монотеїстичними релігіями: юдаїзмом, який сповідували у Хозарському каганаті, ісламом, який прийняли тюркські народи: ті ж хозари, алано-болгари й монголо-татари, і християнством, яке стало панівним у краї.
Однак язичництво так і не було повністю викоренене. У подальшому воно адаптувалося до православ'я. Протягом наступних століть запанувало, особливо у сільській місцевості, двовір'я: синкретизм православ'я й поганства. У деяких слов'янських поселеннях до недавнього часу жила традиція віддавати шану половецьким ідолам, що наділялися силою, здатною впливати на відродження природи, плодючість землі, успіх громади. Так, мешканці с. Сокольників Слов'яносербського району Луганської області щовесни фарбували й прикрашали боввана. Кипчацька скульптура, яку називали «Катею», слугувала для жителів с. Кам'янки Лутугинського району Луганської області ідолом-оберегом. А в парку-музеї кам'яних стел Луганського педуніверситету на весняне рівнодення і Великдень у 2004 р. прихильники язичництва справляли тризну.

## Типи кам'яних статуй
- Антропоморфні фігури із спеціально підібраних подовжених каменів ;
- Зображення чоловіків з вусами і невеликою бородою.
- Зображення чоловіків переважно без шапок, іноді з однією або декількома косами до поясу. На деяких фігурах одне або обидва вуха прикрашено сережками, зрідка на шиї гривна або намисто.
- Зображення чоловіків одягненими в каптан з трикутними одворотами і вузькими рукавами. У талії — пояс з набором прикрас, пряжок і бляшок. Рідше просторий одяг з широкими рукавами без поясу і зброї.
- Фігури з кинджалом або шаблею.
- Фігури жінки із підкресленими дітородними органами. «Чорнухинська мадонна» (знайдена у Чорнухино Луганської області) тримає на руках дитину.
- Кам'яні баби із судинами, які тримають у правій руці, рідше в обох руках. Форми судин різноманітні: кубки, чаші, циліндричні судини. Відомо кілька випадків, коли на правій руці показаний сидячий птах[7].

Найраніші типи статуй — стеловидні плоскі із слабкою деталізацією фігур або зовсім без неї.
Особливістю цих статуй було абсолютне переважання статуй без зображення на них деталей одягу, зброї, прикрас, зачіски тощо. Це були грубо обтесані кам'яні стовпи, контури обличчя яких іноді вирізувалися у вигляді «сердечка» із закругленою або загостреною у вигляді башлика вершиною. Обличчя взагалі не зображалися, або наносилися Т-образні брови і ніс, очі і рот у вигляді овальних заглиблень.
Такі фігури вперше з'явилися в донських степах приблизно в перші десятиліття XI ст.
До раннього часу відносяться і «сидячі» баби, (у них багато спільних рис з стеловидними фігурами) «Стоячі» баби відносяться до більш пізнього часу. Переважна більшість подібних кам'яних фігур зосереджена в степу на правому березі Сіверського Дінця. У місті Ізюм Харківської області половецькі баби знаходяться на горі Крем'янець.
З часом на фігурах з'явилися руки, що тримали на рівні живота чаші, й круглі опуклості, що зображали груди.
Другий тип зустрічається не тільки уздовж Сіверського Дінця, але просунувся на південь від в цьому регіону — на Дон і в Приазов'я.
XII ст. — століття розквіту половецької скульптури і найповнішого її розповсюдження в половецькому степу. Величезна кількість замовлень стимулювала зростання виробництва, його розвиток і вдосконалення, збільшення каменерізів і скульпторів. У половецьких майстернях виготовлялося тисячі статуй. Чоловіки і жінки зображалися навстоячки і навсидячки, завжди з канонізованим положенням рук з чашами для жертвопринесення або «пригощання». Завдяки дуже повним зображенням можна точно уявити костюми, прикраси, зброю, матеріальне і навіть духовне життя половців.
Чоловічі обличчя завжди зображалися з вусами і навіть з бородою; жіночі — повні, круглі, як правило, з маленькими пухкими губами. Жінки, як утім, і чоловіки зображалися з голими грудьми, підкреслюючи основне призначення цього органу — годування роду. Це очевидно мало ритуальний характер.
Наприкінці XII ст. відбувається помітне спрощення і примітивізація статуй. Перестали декорувати спини і зображати деталі зачісок і нарядів, прибрали деталювання костюмів і з лицьового боку. Нерідко навіть обличчя статуй залишали гладкими без необхідних, здавалося б, рис обличчя. Цілком імовірно, що статуї розфарбовували. Дуже рідко, але можна побачити в особливо глибоких вирізах орнаменту сліди чорної або червоної фарб. На добре відшліфованій поверхні можна було намалювати складний і красивий малюнок, дати велику виразність.

## Найбільші колекції половецьких баб

### Українські колекції
Колекції кам'яних ідолів зібрані в Дніпропетровському історичному музеї ім. Д. І. Яворницького та парку-музеї кам'яних стел Луганського педагогічного університету імені Тараса Шевченка; половецькі боввани знаходяться також у музеях Київської, Донецької (зокрема, в музеї народної архітектури, побуту та дитячої творчості в селі Прилісне), Запорізької, Харківської та інших областей.
Найчисельніші колекції кам'яних скульптур знаходяться у:
- Дніпрі — близько 70 екземплярів
- Луганську — 68;
- Одесі — 35
- Маріуполі — 34
- Донецьку — 27
- Харкові — 26
- Бердянську — 14

### Російськіколекції
- у Краснодарі — 53;
- у Москві — 38;
- у Новочеркаську — 18;
- у Таганрозі — 18.

## Половецькі баби і мистецтво
Кам'яні баби — безцінний матеріал для історика, що дозволяє судити про одяг, прикраси, зброю, побутові предмети, зовнішність, вірування, звичаї тюркських народів. Однак ці твори мистецтва були також джерелом натхнення для художників та поетів.
Жодна розповідь про половецькі статуї не обходиться без цитування Нізамі:
І приходить сюди кипчаків племена,

Перед ідолом гнеться кипчацька спина,

Піший чи кінний підходить до нього

Вічний кумир упокорить будь-кого 

Перед пагорбом вершник вповільнить ходу

Нахилившись, між травами встромить стрілу 

Знає кожен пастух, що стада проганяє 

Залишити вівцю перед ідолом має

## Легенди про половецькі баби
- В Україні до XVIII ст. кам'яні статуї називалися або як «мар'їне каміння», або як «мамай». Остання назва можливо пов'язана з легендарним козаком Мамаєм.
- Існує легенда про походження кам'яних баб, яку переповів Д. І. Яворницький: «Жили колись на землі багатирі-велетні. Розсердилися вони на сонце, почали на нього плювати. Розгнівалося сонце і перетворило велетнів на камені…».[11]
- Половецькі баби у людей викликали марновірний страх. У Свердловському районі Луганської області у балці поблизу хутора Киселева стояла скеля зі стрімким, наче стіна, схилом, яка мала назву «Ікона». На ній височіла кам'яна баба, встановлена ще за часів панування в Дикому Полі половців. Тамтешні жителі боялися цього місця й обминали його. Наприкінці 1950-х років неподалік почалося будівництво шахти «Харківської-2». Через брак будматеріалів було вирішено висадити в повітря скелю й використати її уламки. Після цього в навколишніх селах ходили чутки, що в окрузі з'явилася «чорна жінка», котра віщувала біду за скоєне осквернення і проклинала всі шахти краю.[12]

## Див. також

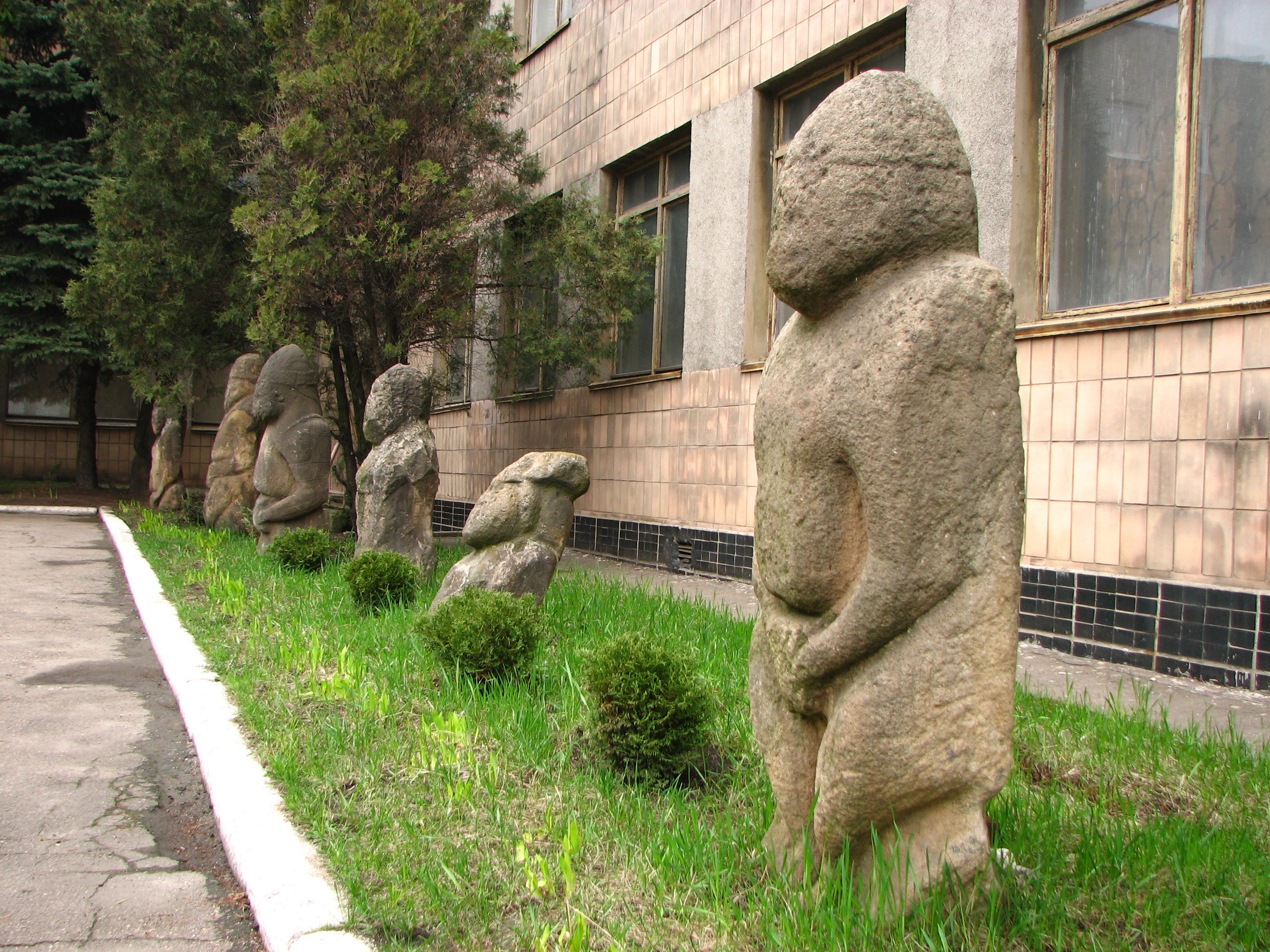
Біля краєзнавчого музею в Донецьку